# Фустибал

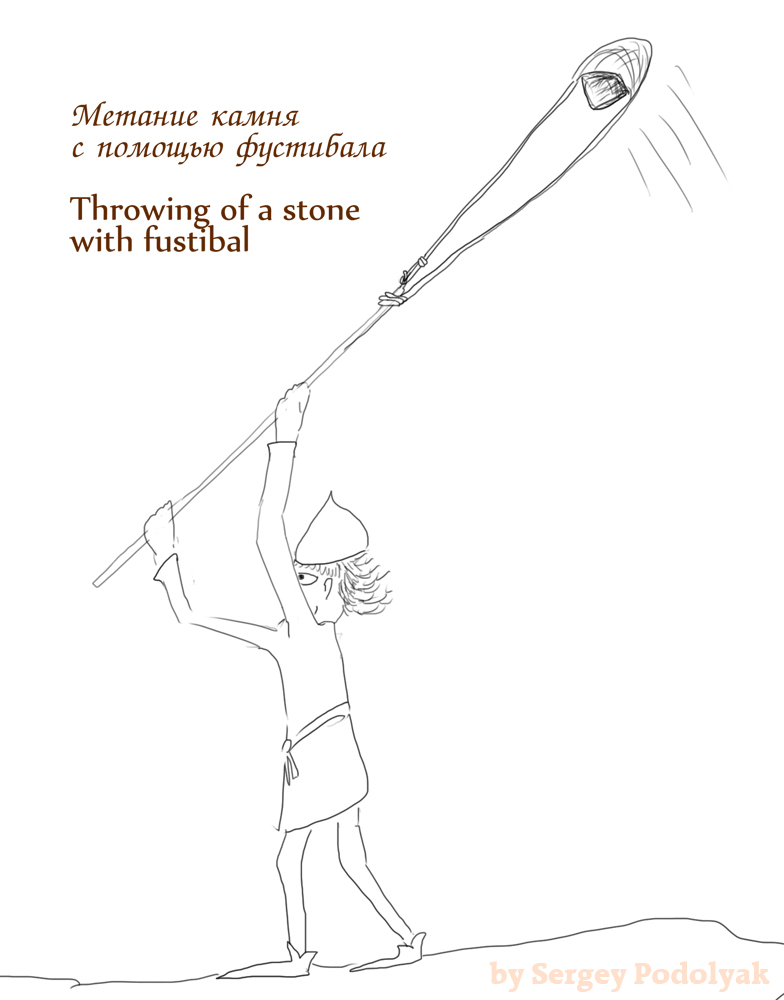
Использование фустибала.

Фустибал (лат. fustiballe, от лат. fustis (фуст) — палка + греч. βαλλω () — бросаю) — средневековое ручное метательное оружие, предназначенное для метания камней весом до 0,5 килограмм.

## История
Фустибалы применялись при осадах крепостей и в морских сражениях. Наиболее ранние упоминания их относятся к IV веку нашей эры, а наиболее поздние — к XIV веку. В другом источнике указано, что в Европе XII — XVI столетий употреблялось приспособление, называвшееся лат. fustiballe (от лат. fustis — палка, греч. βαλλω — бросаю), которое состояло из палки, на конце которой была небольшая кожаная петля, прикрепленная одним своим концом к палке, а другим к кольцу, надевавшемуся на палку, и при метании кольцо соскальзывало с палки и петля отпускала камень. В германских землях подобное оружие называли «метательной палкой» (нем. stockchleuder). 
Фустибал представлял собой пращу, прикрепленную к длинной палке с целью увеличить размах снаряда в праще, увеличить начальную скорость снаряда и дальность его полёта.

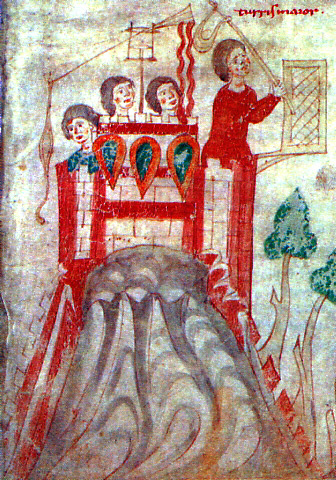
Использование фустибала при защите крепости. Миниатюра из «Книги в честь Августа» Петра Эболийского, 1197 г.
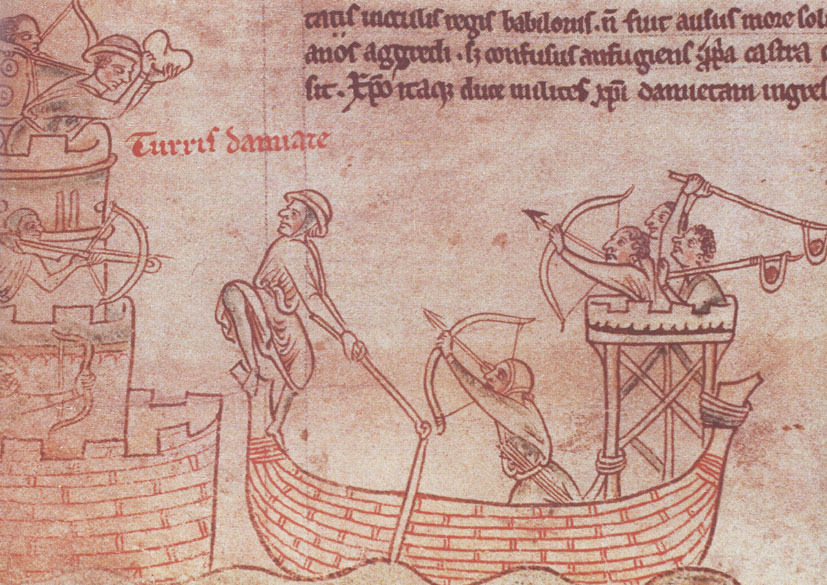
Эпизод сражения при Дамиетте (1218). Миниатюра из хроники Матвея Парижского
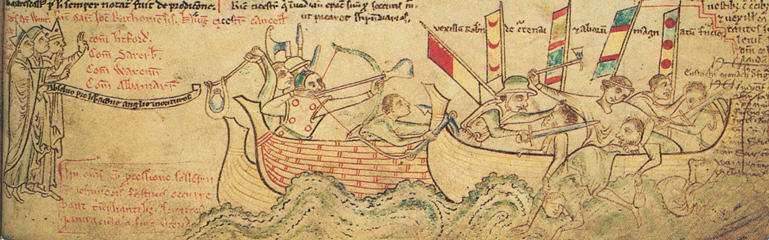
Метание огненного горшка с помощью фустибала. Эпизод морского сражения при Сэндвиче[англ.] (1217). Миниатюра из хроники Матвея Парижского